# Пієрс (округ, Небраска)
Шаблон:StateAbbr_ 42°16′ пн. ш. 97°37′ зх. д. / 42.27° пн. ш. 97.61° зх. д.
Округ Пієрс (англ. Pierce County) — округ (графство) у штаті Небраска, США. Ідентифікатор округу 31139.

## Історія
Округ утворений 1856 року.

## Демографія
За даними перепису 
2000 року 
загальне населення округу становило 7857 осіб, усе сільське.
Серед мешканців округу чоловіків було 3929, а жінок — 3928. В окрузі було 2979 домогосподарств, 2142 родин, які мешкали в 3247 будинках.
Середній розмір родини становив 3,14.
Віковий розподіл населення поданий у таблиці:
| Стать    | До 15 років | 15-21 | 22-29 | 30-39 | 40-49 | 50-65 | 65-85 | Понад 85 |
| -------- | ----------- | ----- | ----- | ----- | ----- | ----- | ----- | -------- |
| Чоловіки | 930         | 476   | 288   | 505   | 607   | 545   | 509   | 69       |
| Жінки    | 858         | 367   | 268   | 551   | 529   | 583   | 604   | 168      |

## Суміжні округи
- Нокс — північ
- Седар — північний схід
- Вейн — схід
- Стентон — південний схід
- Медісон — південь
- Антелоуп — захід

## Виноски
1. ↑  US Decennial Census. US Census Bureau. Процитовано 11 грудня 2014.
2. ↑  Historical Census Browser. University of Virginia Library. Архів оригіналу за 26 грудня 2013. Процитовано 11 грудня 2014.
3. ↑  Population of Counties by Decennial Census: 1900 to 1990. US Census Bureau. Процитовано 11 грудня 2014.
4. ↑  Census 2000 PHC-T-4. Ranking Tables for Counties: 1990 and 2000 (PDF). US Census Bureau. Процитовано 11 грудня 2014.
5. ↑  State & County QuickFacts. Бюро перепису населення США. Архів оригіналу за 7 червня 2011. Процитовано 21 вересня 2013.(англ.) Наведено за англійською вікіпедією.
6. ↑  American FactFinder. Бюро перепису населення США. Архів оригіналу за 26 лютого 2012. Процитовано 31 січня 2008.

| США | Це незавершена стаття з географії США. Ви можете допомогти проєкту, виправивши або дописавши її. |